# Alois Raimund Hein
Alois Raimund Hein (* 1. Juni 1852 in Wien; † 4. Jänner 1937 ebenda) war ein österreichischer Maler, Fachschriftsteller und Vereinsgründer.

## Leben
Nach Absolvierung der Oberrealschule verdiente sich der 1852 in Wien geborene Hein als Hauslehrer sein Studium an der Wiener Akademie der bildenden Künste 1869, besuchte einen Kurs und war seit 1871 als Beamter bei der Nordbahn-Gesellschaft und in der Industrie tätig. Daran anschließend schloss er seine Studien an der Akademie unter Karl von Blaas, Eduard von Engerth und Peter Johann Nepomuk Geiger ab. Dann wirkte Hein, seit 1873 als Supplent, seit 1876 als Zeichenlehrer an Mittelschulen, in der Zeit von 1878 bis 1885 in Oberhollabrunn, danach in Wien, wo er 1905 in den Ruhestand versetzt wurde. Alois Raimund Hein, der schon in den 1880er Jahren auf Studienreisen Italien bereiste, unternahm nach 1905 zahlreiche Fahrten, die ihn bis Skandinavien und Nordafrika führten und nach denen er Ölgemälde, Aquarelle, Radierungen und Zeichnungen für Zinkätzungen schuf.
Alois Raimund Hein starb 1937 im Alter von 84 Jahren in Wien.

## Wirken
Heins Bedeutung liegt weniger in der liebevollen Kleinmalerei der Spätnazarener, eine Kollektivausstellung fand dazu 1931 statt, sondern viel mehr in seiner Tätigkeit als Biograph Adalbert Stifters, als Anreger der Stifter-Denkmäler in Linz 1902 und Wien 1913 bis 1919 sowie in der Gründung der „Adalbert-Stifter-Gesellschaft“ in Wien 1918. Als Initiator des „Vereins österreichischer Zeichenlehrer“ befasste Hein sich in mehreren Schriften mit der Neugestaltung des Zeichenunterrichtes. Daneben galt sein Interesse auf dem Gebiet der Kunstethnologie besonders den Ornamenttypen Indonesiens und Amerikas.

## Werke (Auswahl)

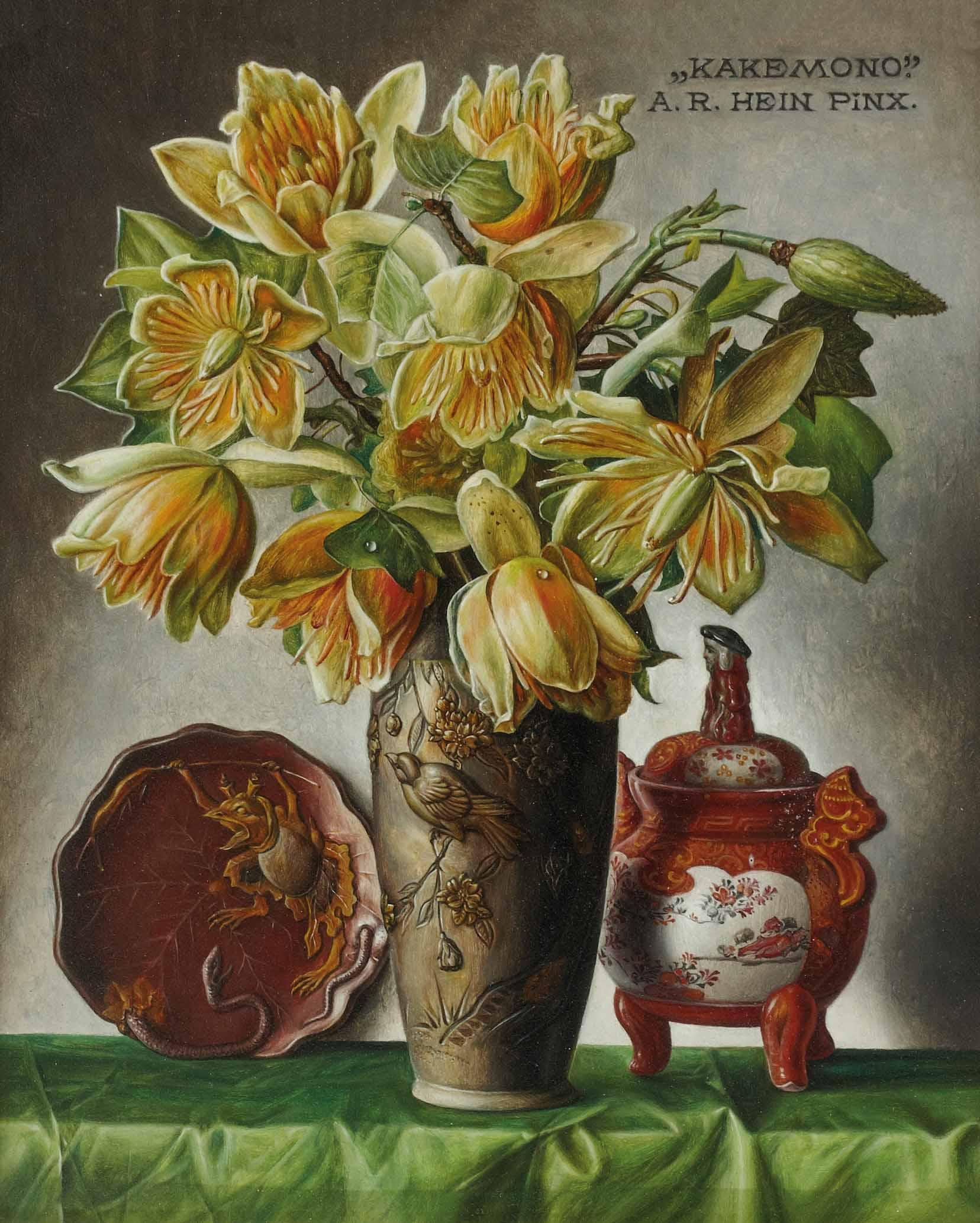
Alois Raimund Hain: Kakemono

- Gebet, Arbeit in der Kirche Unterrach in Oberösterreich
- Porträt Adalbert Stifters im Historischen Museum der Stadt Wien, 1916
- Atelierszene, Andromeda, Requiem, Selbstporträt

Publikationen
- Die bildenden Künste bei den Dayaks auf Borneo. Alfred Hölder, Wien 1890 (archive.org).
- Mäander, Kreuze, Hakenkreuze und urmotivische Wirbelornamente in Amerika : ein Beitrag zur allgemeinen Ornamentgeschichte. Alfred Hölder, Wien 1891 (archive.org).
- Lehrgang für das ornamentale Zeichnen. 1900.
- Adalbert Stifter. Sein Leben und seine Werke. Selbstverlag des Vereines für Geschichte der Deutschen in Böhmen, Prag 1904 (archive.org).
- Künstliche Wirbeltypen – ein kunstethnographischer Beitrag zur allgemeinen Ornamentgeschichte. Josef Grünfeld, Wien 1929.
- Verbrechen am Genius. Eine Salzkammergut-Historie aus unseren Tagen (= Das Bergland-Buch). Deutsche Vereins-Druckerei, Graz 1934.